# Lista över arter i släktet ofrysar
Det här är en lista över arter i släktet ofrysar (Ophrys).

## Arter
- Ophrys aegirtica
- Ophrys alasiatica (Cypern).

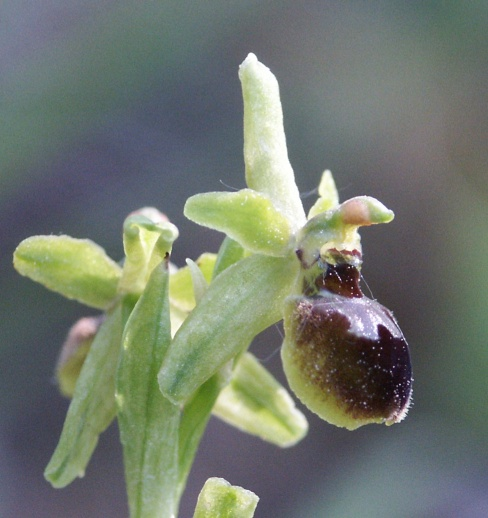
Ophrys araneola.

- Ophrys amanensis (E.Nelson ex Renz & Taubenheim) P.Delforge 
  - Ophrys amanensis ssp. antalyensis (Kreutz & Seckel) Kreutz
  - Ophrys amanensis ssp. iceliensis (Kreutz) Kreutz
- Ophrys annae
- Ophrys antiochiana (Turkiet).
- Ophrys apifera Huds. :(Europa, Medelhavet till Kaukasus).
  - Ophrys apifera var. apifera
  - Ophrys apifera var. aurita
  - Ophrys apifera var. basiliensis
  - Ophrys apifera var. botteroni
  - Ophrys apifera var. bicolor
  - Ophrys apifera var. curviflora A.Soulié 2004 (Frankrike)
  - Ophrys apifera var. friburgensis
  - Ophrys apifera var. immaculata
  - Ophrys apifera var. trollii
- Ophrys arachnitiformis Gren. & Philippi : (Europa, Anatolien, Syrien)
  - Ophrys arachnitiformis ssp. archipelagi (Gölz & H.R.Reinhard) Kreutz
  - Ophrys arachnitiformis ssp. cilentana (Devillers-Tersch. & Devillers) Kreutz
- Ophrys araneola Rchb. : Small Spider Ophrys (Europa, Anatolien)
  - Ophrys araneola ssp. argentaria (Devillers-Tersch. & Devillers) Kreutz
  - Ophrys araneola ssp. cretensis (H.Baumann & Künkele) Kreutz
  - Ophrys araneola ssp. illyrica (S.Hertel & K.Hertel) Kreutz
  - Ophrys araneola ssp. quadriloba (Rchb.f.) Kreutz
  - Ophrys araneola ssp. tommasinii (Vis.) Kreutz
  - Ophrys araneola ssp. virescens (Philippe ex Gren.) Kreutz
- Ophrys aranifera Huds. 
  - Ophrys aranifera var. quadriloba Rchb.f.
- Ophrys argentoriensis
- Ophrys argolica H.Fleischm. ex Vierh. (södra Grekland till sydvästra Turkiet).
  - Ophrys argolica ssp. biscutella (O.Danesch & E.Danesch) Kreutz
  - Ophrys argolica ssp. icariensis (M.Hirth & H.Spaeth) Kreutz
  - Ophrys argolica ssp. morisii (Martelli) Kreutz
  - Ophrys argolica ssp. pollinensis (O.Danesch & E.Danesch) Kreutz
- Ophrys akhdarensis (B.Baumann & H.Baumann) P.Delforge
- Ophrys atlantica (södra Spanien, Sicilien, nordvästra Africa).
  - Ophrys atlantica ssp. atlantica (södra Spanien, nordvästra Afrika). Tuber geophyte
  - Ophrys atlantica ssp. hayekii (Sicilien, Tunisien). Tuber geophyte
- Ophrys attaviria D.Rückbr., U.Rückbr., Wenker & S.Wenker 
  - Ophrys attaviria ssp. cesmeensis - nu synonym till Ophrys cesmeensis (Kreutz) P.Delforge 2004
- Ophrys aurelia - nu synonym till Ophrys bertolonii ssp. aurelia (P.Delforge, Devillers-Tersch. & Devillers) Kreutz
- Ophrys ausonia Devillers, Devillers-Tersch. & P.Delforge (Italien)
- Ophrys aveyronensis
- Ophrys aymoninii
- Ophrys bertolonii Moretti : (västra & centrala Medelhavet) 
  - Ophrys bertolonii ssp. aurelia (P.Delforge, Devillers-Tersch. & Devillers) Kreutz
  - Ophrys bertolonii ssp. balearica (Balearerna).

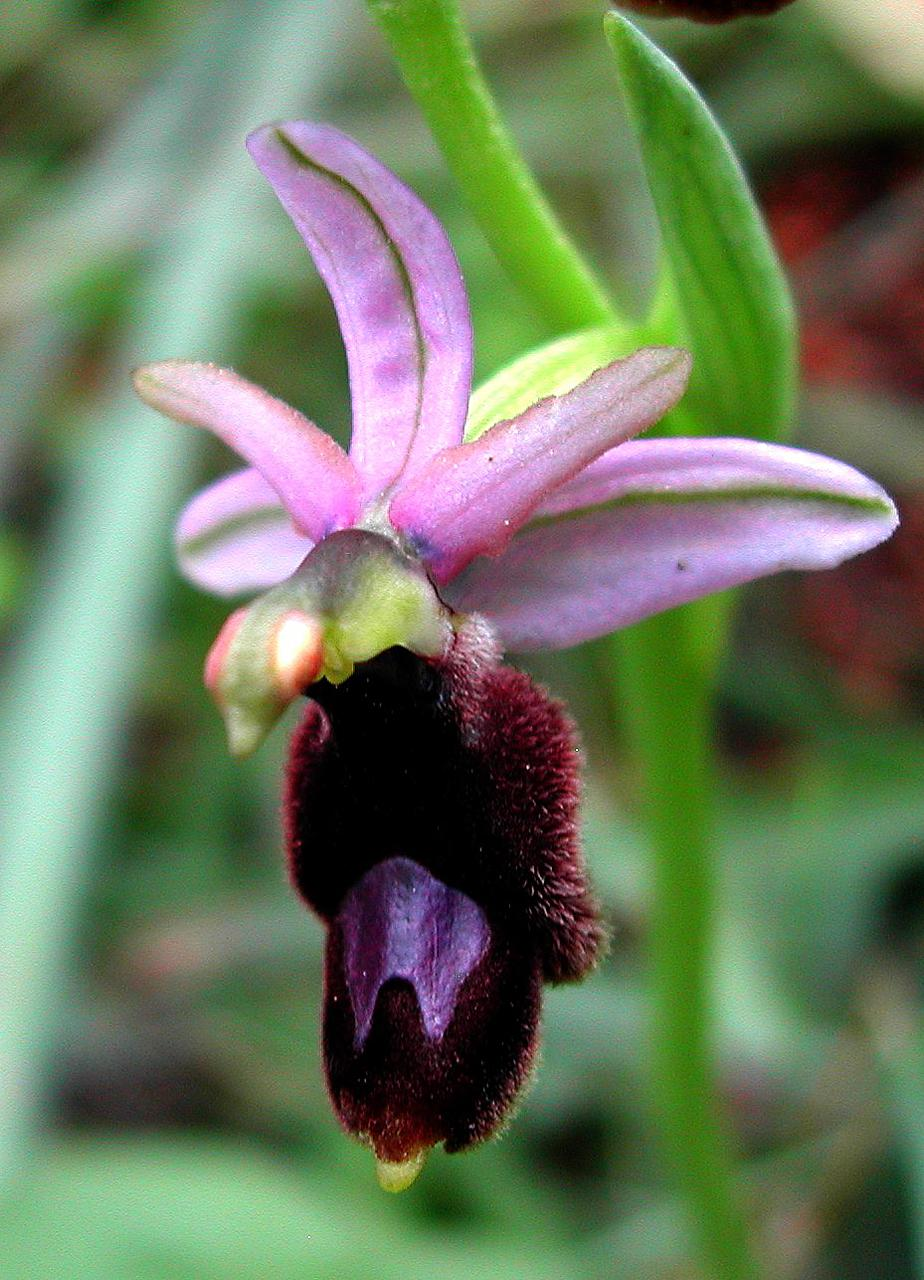
Ophrys balearica

- - Ophrys bertolonii ssp. bertolonii (västra & centrala Medelhavet)
  - Ophrys bertolonii ssp. drumana (P.Delforge) Kreutz
- Ophrys bilunulata
- Ophrys bornmuelleri Schulze 
  - Ophrys bornmuelleri var. ziyaretiana (Kreutz & Ruedi Peter) P.Delforge
  - Ophrys bornmuelleri ssp. ziyaretiana (Kreutz & Ruedi Peter) Kreutz
- Ophrys bombyliflora :(Kanarieöarna, Medelhavet)
- Ophrys calypsus M.Hirth & H.Spaeth - nu synonym till Ophrys heldreichii ssp. calypsus (M.Hirth & H.Spaeth) Kreutz 2004
  - Ophrys calypsus var. pseudoapulica (P.Delforge) P.Delforge
  - Ophrys calypsus var. scolopaxoides (P.Delforge) P.Delforge
- Ophrys candica (E.Nelson ex Soó) H.Baumann & Künkele 
  - Ophrys candica ssp. calliantha (Bartolo & Pulv.) Kreutz
  - Ophrys candica ssp. lacaena (P.Delforge) Kreutz
  - Ophrys candica  ssp. lyciensis (H.F.Paulus, Gügel, D.Rückbr. & U.Rückbr.) Kreutz
- Ophrys catalaunica
- Ophrys cerastes Devillers & Devillers-Tersch (Grekland)
  - Ophrys cerastes var. minuscula (G.Thiele & W.Thiele) Devillers & Devillers-Tersch
- Ophrys cesmeensis (Kreutz) P.Delforge
- Ophrys ceto Devillers, Devillers-Tersch. & P.Delforge (Grekland)
- Ophrys ciliata Biv.
  - Ophrys ciliata ssp. lusitanica
  - Ophrys ciliata var. orientalis (Paulus) Kreutz
  - Ophrys ciliata ssp. regis-ferdinandii
- Ophrys cilicica (södra & sydöstra Turkiet till norra Syrien och Iran).
- Ophrys conradiae
- Ophrys cornuta Stev. ex M.Bieb. 
  - Ophrys cornuta f. crassicornis Renz - nu synonym till Ophrys crassicornis (Renz) Devillers-Tersch. & Devillers
- Ophrys cornutula (Östra Egeiska öarna) - nu synonym tillOphrys oestrifera ssp. cornutula (Paulus) Kreutz 2004
- Ophrys crabronifera (centrala & östra Italien, Kroatien).
- Ophrys crassicornis (Renz) Devillers-Tersch. & Devillers
- Ophrys cretica (södra Grekland, södra Egeiska öarna)

- Ophrys dianica (Spanien).

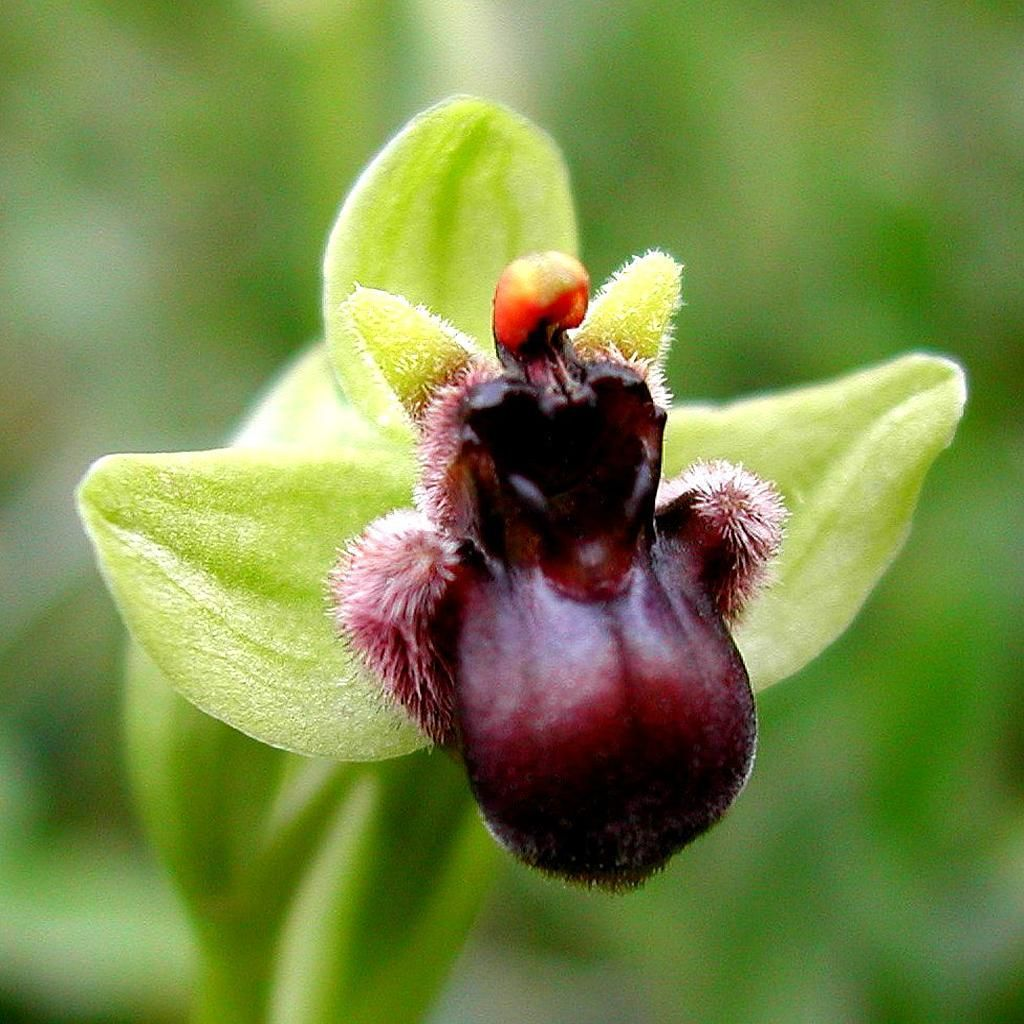
(Ophrys bombyliflora)

- Ophrys dodekanensis (Östra Egeiska öarna) - nu synonym tillOphrys oestrifera ssp. dodekanensis (H.Kretzschmar & Kreutz) Kreutz 2004
- Ophrys drumana - nu synonym till Ophrys bertolonii ssp. drumana (P.Delforge) Kreutz
- Ophrys eptapigiensis (Östra Egeiska öarna)
- Ophrys eleonorae - nu synonym till Ophrys iricolor ssp. eleonorae (Devillers-Tersch. & Devillers) Kreutz 2004
- Ophrys exaltata (nordöstra Spanien till Italien).
  - Ophrys exaltata ssp. tyrrhena (Italien).
- Ophrys ferrum-equinum (Albanien till sydvästra & södra Turkiet).
  - Ophrys ferrum-equinum var. anafiensis (Grekland)  .
  - Ophrys ferrum-equinum var. ferrum-equinum (Albanien till sydvästra & södra Turkiet).
  - Ophrys ferrum-equinum var. gottfriediana (Grekland).
  - Ophrys ferrum-equinum var. minor (Grekland)
- Ophrys flavomarginata (Cypern, Syrien till Israel).
- Ophrys fleischmannii (östra Medelhavet)
- Ophrys forestieri

- Ophrys fusca : (Medelhavet) 

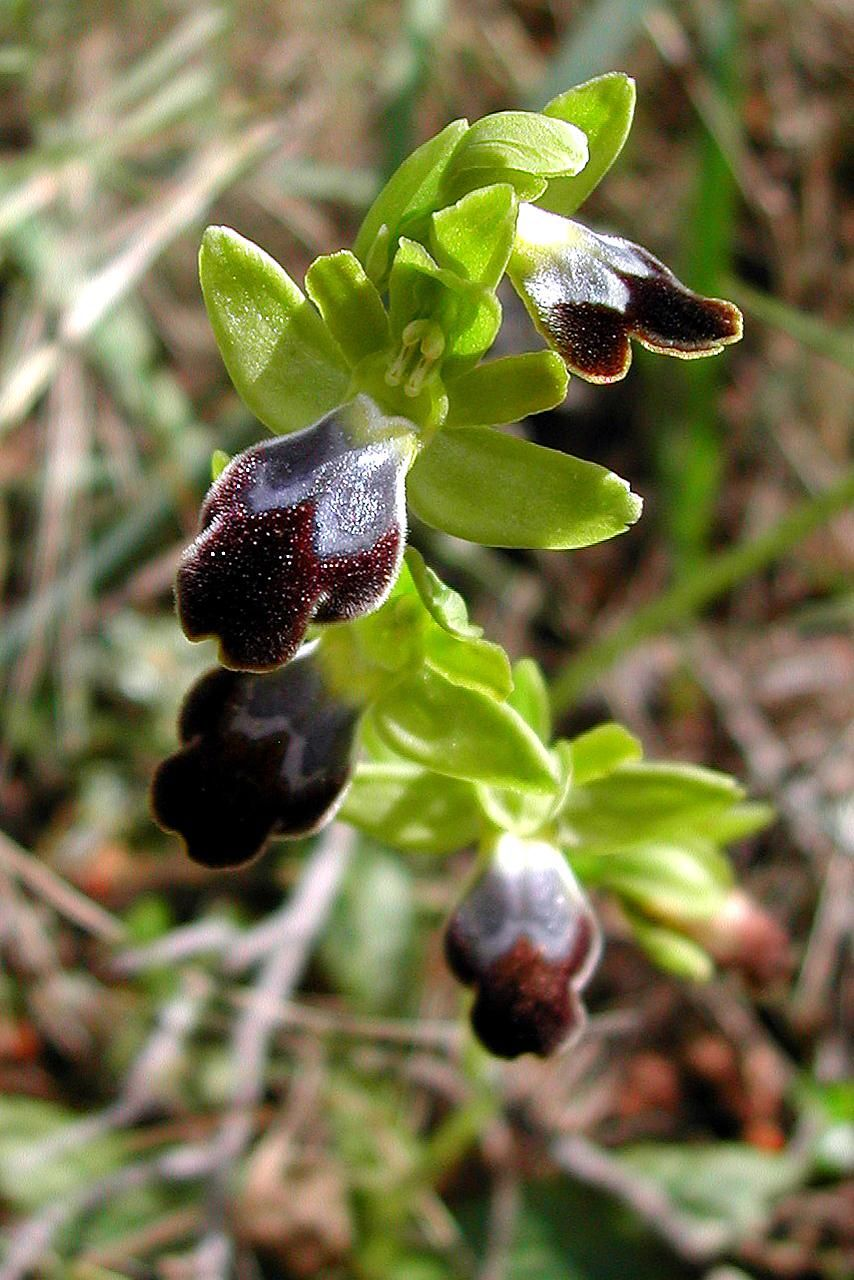
Ophrys fusca

  - Ophrys fusca ssp. blitopertha (Egeiska öarna till sydvästra Turkiet)
  - Ophrys fusca ssp. cinereophila (södra Grekland till norra Syrien).
  - Ophrys fusca ssp. funerea
  - Ophrys fusca ssp. fusca (Medelhavet)
  - Ophrys fusca ssp. minima (Frankrike)
  - Ophrys fusca ssp. vasconica (sydvästra Europa).
- Ophrys gackiae P.Delforge (Sicilien)
- Ophrys garganica E.Nelson ex O.Danesch & E.Danesch - nu synonym till  Ophrys passionis var. garganica (E.Nelson ex O.Danesch & E.Danesch) P.Delforge
  - Ophrys garganica ssp. majellensis (Helga Daiss & Herm.Daiss) Kreutz
  - Ophrys garganica ssp. sipontensis (R.Lorenz & Gembardt) Kreutz
- Ophrys halia (östra Egeiska öarna)
- Ophrys hebes (Kalopissis) E.Willing & B.Willing 
  - Ophrys hebes var. negadensis (G.Thiele & W.Thiele) Kreutz
- Ophrys heldreichii Schltr. 
  - Ophrys heldreichii ssp. calypsus (M.Hirth & H.Spaeth) Kreutz
  - Ophrys heldreichii ssp. pharia (Devillers & Devillers-Tersch.) Kreutz
  - Ophrys heldreichii ssp. pseudoapulica (P.Delforge) Kreutz
- Ophrys helios (Kreta) - nu synonym till Ophrys holosericea ssp. helios (Kreutz) Kreutz
- Ophrys holoserica (Burm.f.) Greuter  (syn. Ophrys fuciflora) (västra & centrala Europa till Medelhavet) 
  - Ophrys holosericea ssp. aeoli (P.Delforge) Kreutz
  - Ophrys holosericea ssp. aramaeorum (P.Delforge) Kreutz
  - Ophrys holoserica ssp. biancae (sydöstra Sicilien).
  - Ophrys holoserica ssp. bornmuelleri (östra Medelhavet till norra Irak).
  - Ophrys holoserica ssp. candica (sydöstra Italien till sydvästra Turkiet).
  - Ophrys holoserica ssp. chestermanii (sydvästra Sardinien).
  - Ophrys holosericea ssp. dinarica (Kranjcev & P.Delforge) Kreutz
  - Ophrys holoserica ssp. elatior (Frankrike till södra Tyskland).
  - Ophrys holosericea ssp. episcopalis (Poir.) Kreutz
  - Ophrys fuciflora ssp. gracilis
  - Ophrys holosericea ssp. gresivaudanica (O.Gerbaud) Kreutz
  - Ophrys holosericea ssp. halia (Paulus) Kreutz
  - Ophrys holoserica nothosubsp. halicarnassia (Turkiet).
  - Ophrys holosericea ssp. helios (Kreutz) Kreutz
  - Ophrys holoserica ssp. holoserica (västra & centrala Europa till Medelhavet)
  - Ophrys holosericea ssp. holubyana (András.) Kreutz
  - Ophrys holosericea ssp. homeri (M.Hirth & H.Spaeth) Kreutz
  - Ophrys holoserica ssp. lacaitae (Sicilien till södra Italien).

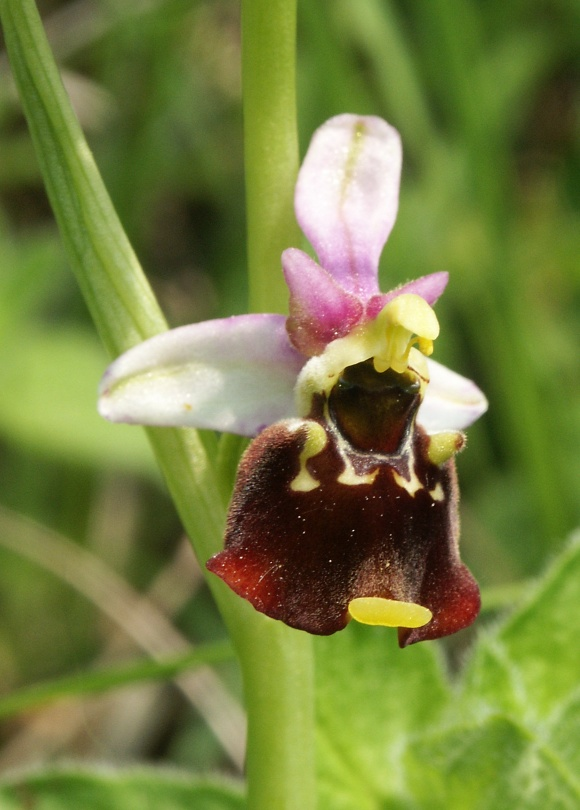
Ophrys holoserica

- - Ophrys holosericea ssp. linearis (Moggr.) Kreutz
  - Ophrys holosericea ssp. lorenae (E.De Martino & Centur.) Kreutz
  - Ophrys holoserica ssp. maxima (Kreta till sydvästra & södra Turkiet, Israel).
  - Ophrys holoserica ssp. oxyrrhynchos (Sardinien till Sicilien, Italien).
  - Ophrys holosericea (ssp. posidonia (P.Delforge) Kreutz
  - Ophrys holosericea ssp. serotina (Rolli ex Paulus) Kreutz
  - Ophrys holosericea ssp. tetraloniae (W.P.Teschner) Kreutz
  - Ophrys holosericea ssp. untchjii (M.Schulze) Kreutz
- Ophrys iceliensis (Turkiet) - nu synonym till Ophrys amanensis ssp. iceliensis (Kreutz) Kreutz 2004
- Ophrys illyrica (Kroatien) - nu synonym till Ophrys araneola ssp. illyrica (S.Hertel

& K.Hertel) Kreutz 2004

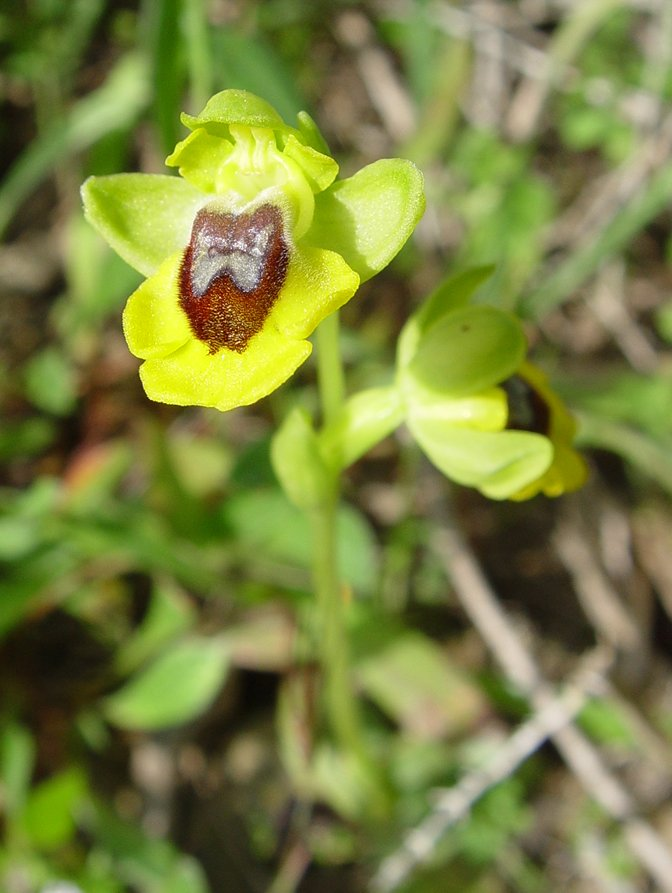
Ophrys lutea

- Ophrys incantata Devillers & Devillers-Tersch (Kroatien)
- Ophrys incubacea Bianca ex Tod. :(södra Europa).
  - Ophrys incubacea ssp. brutia (P.Delforge) Kreutz
  - Ophrys incubacea ssp. garganica
- Ophrys insectifera : (Europa).
  - Ophrys insectifera ssp. insectifera (Europa).
  - Ophrys insectifera nothosubsp. tytecaeana (Frankrike).
- Ophrys iricolor Desf. (Medelhavet) 
  - Ophrys iricolor ssp. astypalaeica (P.Delforge) Kreutz
  - Ophrys iricolor ssp. eleonorae (Devillers-Tersch. & Devillers) Kreutz
  - Ophrys iricolor ssp. iricolor (östra Medelhavet)
  - Ophrys iricolor ssp. lojaconoi (P.Delforge) Kreutz
  - Ophrys iricolor ssp. maxima (Korsika, Sardinien, Tunisien) T
  - Ophrys iricolor ssp. mesaritica (Paulus, C.Alibertis & A.Alibertis) Kreutz
- Ophrys isaura (södra Turkiet).
- Ophrys israelitica (Egeiska öarna till Jordan).
- Ophrys kopetdagensis (Turkmenistan).
- Ophrys kotschyi (Cypern).
- Ophrys lacaena P.Delforge (Grekland)
- Ophrys latakiana (Syrien) - nu synonym tillOphrys oestrifera ssp. latakiana (M.Schönfelder & H.Schönfelder) Kreutz 2004
- Ophrys laurensis Geniez & Melki - nu synonym tillOphrys lutea ssp. laurensis (Geniez & Melki) Kreutz 2004
- Ophrys liburnica Devillers & Devillers-Tersch (Kroatien)
- Ophrys lindia (Östra Egeiska öarna)
- Ophrys lunulata (Sicilien till södra Italien).
- Ophrys lupercalis

- Ophrys lutea Cav. : (Medelhavet)

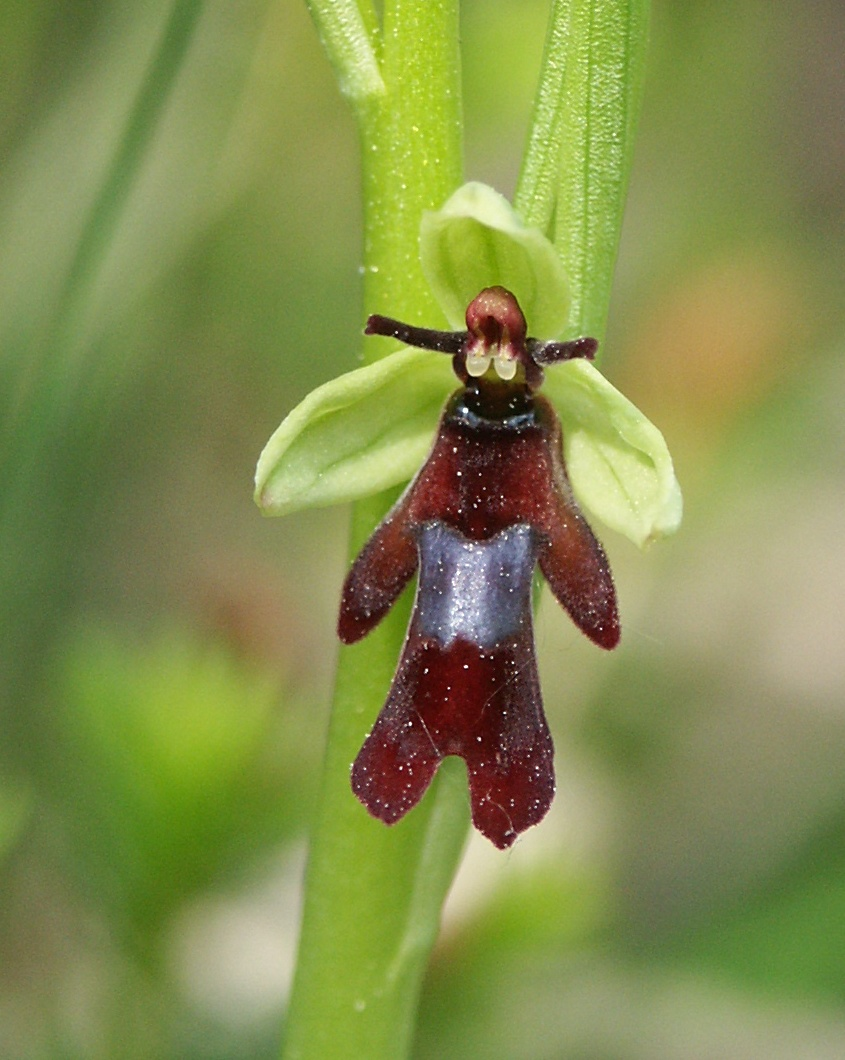
Ophrys insectifera

  - Ophrys lutea ssp. archimedea (P.Delforge & M.Walravens) Kreutz
  - Ophrys lutea ssp. battandieri (E.G.Camus) Kreutz
  - Ophrys lutea ssp. laurensis (Geniez & Melki) Kreutz
  - Ophrys lutea ssp. lutea (västra & centrala Medelhavet)
  - Ophrys lutea ssp. numida (Devillers-Tersch. & Devillers) Kreutz
  - Ophrys lutea ssp. pseudospeculum (Medelhavet)
- Ophrys lycia (sydvästra Turkiet)
- Ophrys lyciensis (Turkiet) - nu synonym till Ophrys candica ssp. lyciensis (H.F.Paulus, Gügel, D.Rückbr. & U.Rückbr.) Kreutz 2004
- Ophrys magniflora
- Ophrys mammosa Desf. : Bosom Orchid (sydöstra Europa till södra Turkmenistan).
  - Ophrys mammosa ssp. leucophthalma (Devillers-Tersch. & Devillers) Kreutz
  - Ophrys mammosa ssp. macedonica (H.Fleischm. ex Soó) Kreutz
- Ophrys marmorata
- Ophrys maxima (Kreta).

- Ophrys medea Devillers & Devillers-Tersch (Kroatien)
- Ophrys morio Paulus & Kreutz (Cypern) - nu synonym tillOphrys transhyrcana ssp. morio (Paulus & Kreutz) Kreutz 2004
- Ophrys morisii (Martelli) G.Keller & Soó (södra Korsika, Sardinien).
- Ophrys negadensis (Grekland) - nu synonym till Ophrys hebes var. negadensis (G.Thiele & W.Thiele) Kreutz 2004
- Ophrys oestrifera M.Bieb. 
  - Ophrys oestrifera ssp. bicornis (Sadler) Kreutz
  - Ophrys oestrifera ssp. cornutula (Paulus) Kreutz
  - Ophrys oestrifera ssp. dodekanensis (H.Kretzschmar & Kreutz) Kreutz
  - Ophrys oestrifera ssp. hygrophila (Gügel, Kreutz
  - Ophrys oestrifera ssp. karadenizensis (M.Schönfelder & H.Schönfelder) Kreutz
  - Ophrys oestrifera ssp. latakiana (M.Schönfelder & H.Schönfelder) Kreutz
  - Ophrys oestrifera ssp. leptomera (P.Delforge) Kreutz
  - Ophrys oestrifera ssp. minutula (Gölz & H.R.Reinhard) Kreutz
  - Ophrys oestrifera ssp. rhodostephane (Devillers & Devillers-Tersch.) Kreutz
  - Ophrys oestrifera ssp. schlechteriana (Soó) Kreutz
  - Ophrys oestrifera ssp. zinsmeisteri (A.Fuchs) Kreutz
- Ophrys omegaifera H.Fleischm. (Medelhavet) 
  - Ophrys omegaifera ssp. algarvensis (D.Tyteca, Benito & M.Walravens) Kreutz
  - Ophrys omegaifera ssp. dyris (södra Iberiska halvön, Balearerna, Marocko).
  - Ophrys omegaifera ssp. hayekii (H.Fleischm. & Soó) Kreutz
  - Ophrys omegaifera ssp. omegaifera (centrala & östra Medelhavet)
  - Ophrys omegaifera ssp. sitiaca (Paulus, C.Alibertis & A.Alibertis) Kreutz
  - Ophrys omegaifera ssp. vasconica (O.Danesch & E.Danesch) Kreutz
- Ophrys ortuabis (Sardinien).
- Ophrys oxyrrhynchos Tod
  - Ophrys oxyrrhynchos ssp. biancae
  - Ophrys oxyrrhynchos ssp. calliantha
- Ophrys pallida (Sicilien, Malta, Algeriet, Tunisien).
- Ophrys panattensis (Sardinien). Troligen en hybrid mellan O. argolica och O. lunulata
- Ophrys parvula (östra Egeiska öarna).
- Ophrys passionis Sennen 
  - Ophrys passionis var. garganica (E.Nelson ex O.Danesch & E.Danesch) P.Delforge
- Ophrys perpusilla Devillers-Tersch. & Devillers (Grekland)
- Ophrys persephonae (östra Egeiska öarna)
- Ophrys pharia Devillers & Devillers-Tersch (Kroatien)
- Ophrys picta - nu synonym till Ophrys scolopax ssp. picta (Link) Kreutz
- Ophrys pollinensis (Italien). Troligen en hybrid mellan O. argolica och O. holosericea
- Ophrys praecox (södra Korsika till nordvästra Sardinien)
- Ophrys promontorii (centrala & södra Italien).
- Ophrys provincialis
- Ophrys pseudapifera
- Ophrys pseudobertolonii (västra & centrala Medelhavet) 
  - Ophrys pseudobertolonii ssp. bertoloniiformis (västra & centrala Medelhavet) Tuber geophyte
  - Ophrys pseudobertolonii ssp. pseudobertolonii (norra Italien) Tuber geophyte
- Ophrys pseudomammosa (Grekland till norra Turkiet).
- Ophrys reinholdii (Balkanhalvön till nordvästra Iran) 
  - Ophrys reinholdii ssp. reinholdii (Balkanhalvön till sydvästra Turkiet) Tuber geophyte
  - Ophrys reinholdii ssp. straussii (södra & sydöstra Turkiet till nordvästra Iran) Tuber geophyte
- Ophrys rhodostephane Devillers & Devillers-Tersch (Kroatien) - nu synonym till** Ophrys oestrifera ssp. rhodostephane (Devillers & Devillers-Tersch.) Kreutz 2004
- Ophrys sabulosa Paulus & Gack ex P.Delforge (Sicilien)
- Ophrys santonica
- Ophrys schulzei (CS. & sydöstra Turkiet till Libanon och Iran)
- Ophrys scolopax Cav. : (Ungern, Medelhavet till Kaukasus).
  - Ophrys scolopax ssp. cornuta : (Ungern till Turkiet).
  - Ophrys scolopax ssp. heldreichii (Grekland till sydvästra Turkiet, Cypern)
  - Ophrys scolopax ssp. picta (Link) Kreutz
  - Ophrys scolopax ssp. scolopax (Medelhavet till Kaukasus)
  - Ophrys scolopax ssp. vetula (Risso) Kreutz
- Ophrys sepioides Devillers & Devillers-Tersch (Grekland)
- Ophrys sicula : (södra & östra Medelhavet)
- Ophrys speculum :  (Medelhavet)
- Ophrys sphegodes Mill. :  (västra & södra Europa till Turkiet).
  - Ophrys sphegodes ssp. aesculapii (Albanien till södra Turkiet).
  - Ophrys sphegodes ssp. argensonensis (J.-C.Guérin & A.Merlet) Kreutz
  - Ophrys sphegodes ssp. grammica (B.Willing & E.Willing) Kreutz
  - Ophrys sphegodes ssp. herae (M.Hirth & H.Spaeth) Kreutz
  - Ophrys sphegodes ssp. massiliensis (Viglione & Véla) Kreutz
  - Ophrys sphegodes ssp. oodicheila
  - Ophrys sphegodes ssp. panormitana (Tod.) Kreutz
  - Ophrys sphegodes ssp. parnassica (Grekland, Kreta).
  - Ophrys sphegodes ssp. sphegodes (västra & södra Europa till Krim).
  - Ophrys sphegodes ssp. sicula
  - Ophrys sphegodes ssp. tarquinia (P.Delforge) Kreutz
  - Ophrys sphegodes ssp. zeusii (M.Hirth) Kreutz,

- Ophrys splendida

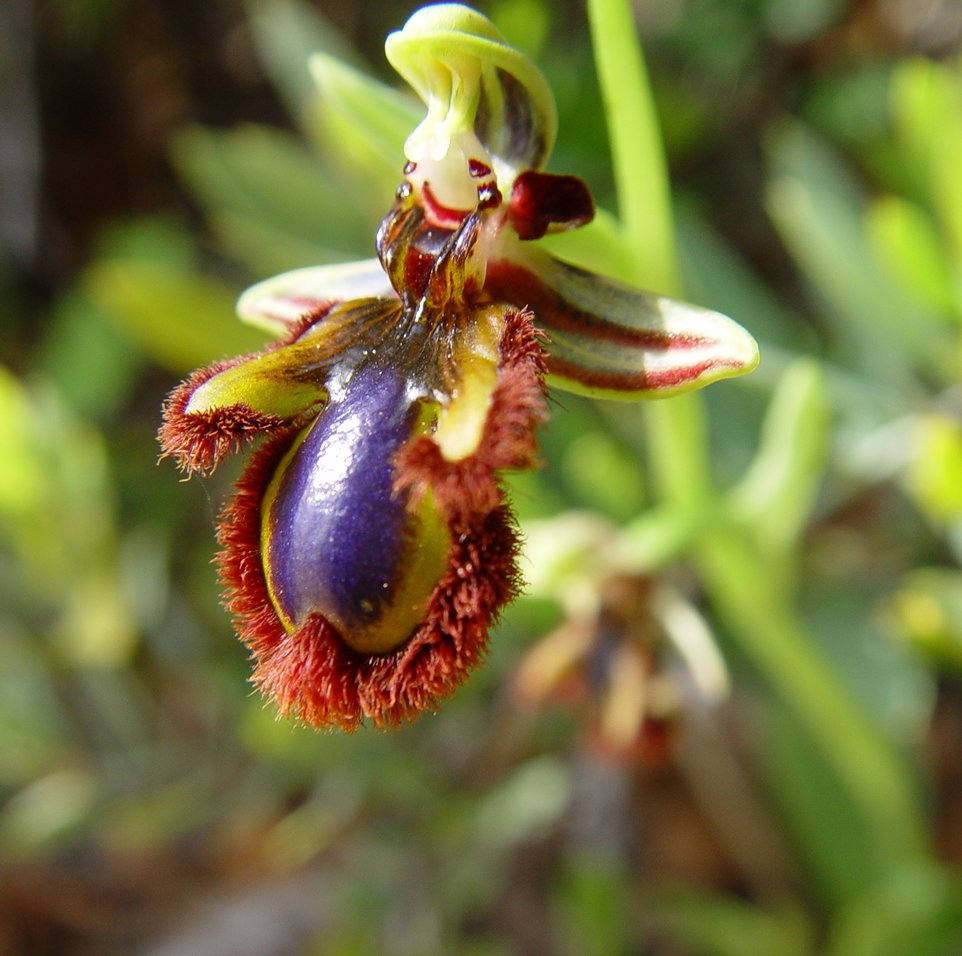
(Ophrys speculum)

- Ophrys spruneri (Sicilien till Israel) 
  - Ophrys spruneri ssp. panormitana (Sicilien).
  - Ophrys spruneri ssp. spruneri (Grekland till Israel)
- Ophrys straussii H.Fleischm. & Bornm. 
  - Ophrys straussii ssp. antiochiana (H.Baumann & Künkele) Kreutz
- Ophrys sulcata
- Ophrys tenthredinifera Willd. (Medelhavet) 
  - Ophrys tenthredinifera ssp. aprilia (Devillers & Devillers-Tersch.) Kreutz
  - Ophrys tenthredinifera ssp. grandiflora (Ten.) Kreutz
  - Ophrys tenthredinifera var. guimaraesii (D.Tyteca) Kreutz
- Ophrys transhyrcana Czerniak. 
  - Ophrys transhyrcana ssp. morio (Paulus & Kreutz) Kreutz
  - Ophrys transhyrcana ssp. sintenisii (H.Fleischm. & Bornm.) Kreutz
- Ophrys turcomanica (nordöstra Iran).
- Ophrys umbilicata (WC. Medelhavet till Iran).
  - Ophrys umbilicata ssp. attica (Korsika till Iran).
  - Ophrys umbilicata ssp. umbilicata (östra Medelhavet till södra Iran).
- Ophrys vasconica
- Ophrys vernixia (Medelhavet) 
  - Ophrys vernixia ssp. ciliata (Medelhavet)
  - Ophrys vernixia ssp. orientalis (Grekland) - nu synonym till Ophrys ciliata var. orientalis (Paulus) Kreutz 2004
  - Ophrys vernixia ssp. regis-ferdinandii (östra Egeiska öarna till sydvästra Turkiet)
  - Ophrys vernixia ssp. vernixia (WC. & södra Portugal, norra Spanien).
- Ophrys virescens Philippe ex Gren
- Ophrys zonata